# BBC Four
BBC Four je televizní kanál veřejnoprávní BBC. Vysílá od roku 2002.

## Historie
Předchůdce BBC Four vysílal už od roku 1999 a jmenoval se BBC Knowledge. Zpočátku vysílal interaktivní vzdělávací pořady pro děti a mláděž, toto zaměření ale nemělo moc velký úspěch a 17. listopadu 2001 byl přeměněn na dokumentární kanál, byl dá se říct „testovací“ půdou pro nový BBC Four.
Samotné plány na BBC Four existovaly už v říjnu roku 2000, stejně jako na BBC Three. Díky tomu, že plán na BBC Four byl jasný a neměl záměr konkurovat komerčním televizím (na rozdíl od původního plánu na BBC Three), stanice zahájila vysílání 3. března 2002.

## Program
BBC Four je zaměřena na dokumenty, kulturu a světovou kinematografii. Z jejich programu lze vyjmenovat například Show Jerryho Seinfelda, Flight of The Concords, Mad Men, Komisař Montalbano, Jistě, pane ministře, Monty Pythonův létající cirkus a další. Dále vysílá velký počet černobílých filmů, dokumentů o slavných politicích (například Henry Kissinger). Také vysílá pořad World News Today, produkovaný a vysílaný na BBC World News, který byl svého času první pravidelně vysílaný zpravodajský pořad v Británii, zaměřený výhradně na světové zprávy. Vůbec nejsledovanější pořad BBC Four za dobu svého vysílání byla komediální show QI.
Od začátku vysílání BBC Four sdílí vysílací pozice s dětským kanálem CBeebies, přičemž BBC Four vysílá od 19 hodin do 4 hodin a CBeebies od 6 do 19 hodin.